# Campagne (Landes)
Campagne település Franciaországban, Landes megyében. Lakosainak száma 1025 fő (2022. január 1.). Campagne Aurice, Haut-Mauco, Le Leuy, Meilhan, Saint-Martin-d’Oney és Saint-Perdon községekkel határos.

## Népesség
A település népességének változása:
| Lakosok száma | 771  | 708  | 765  | 901  | 1003 | 1022 | 998  | 999  | 994  | 1025 |
|               | 1968 | 1982 | 1990 | 2006 | 2013 | 2015 | 2017 | 2019 | 2020 | 2022 |